# Hippomorpha
De Hippomorpha zijn een onderorde van perissodactyle zoogdieren die de twee families Equidae en Palaeotheriidae omvat.
De groep werd in 1937 benoemd door Wood. De Hippomorpha splitsten zich minstens vijftig miljoen jaar geleden af.